# Pădurea de gorun și stejar de la Dosul Fânațului
Pădurea de gorun și stejar de la Dosul Fânațului este un sit de importanță comunitară (SCI) desemnat în scopul protejării biodiversității și menținerii într-o stare de conservare favorabilă a florei spontane și faunei sălbatice, precum și a habitatelor naturale de interes comunitar aflate în arealul zonei protejate. Acesta este situat în județul Brașov, pe teritoriul administrativ al comunei Șoarș.

## Localizare
Aria naturală  se află în partea central-vestică a județului Brașov, pe teritoriul sudic-estic al satului Felmer, în apropiere de drumul județean DJ104B, care leagă municipiul Făgăraș de satul Șoarș.

## Înființare
Zona a fost declarată sit de importanță comunitară prin Ordinul Ministerului Mediului și Dezvoltării Durabile Nr.1964 din 13 decembrie 2007 (privind instituirea regimului de arie naturală protejată a siturilor de importanță comunitară, ca parte integrantă a rețelei ecologice europene Natura 2000 în România) și se întinde pe o suprafață de 105,1 hectare.

## Biodiversitate
Aria protejată reprezintă o zonă împădurită (încadrată în bioregiune continentală) în Podișul Hârtibaciului (subunitate a Podișului Târnavelor ce aparține  Depresiunii Transilvaniei) ce adăpostește exemplare arboricole de Quercus petraea și Quercus pedunculiflora și desemnată în scopul conservării habitatului de tip - Vegetație de stepă eurosiberiană cu Quercus ssp..

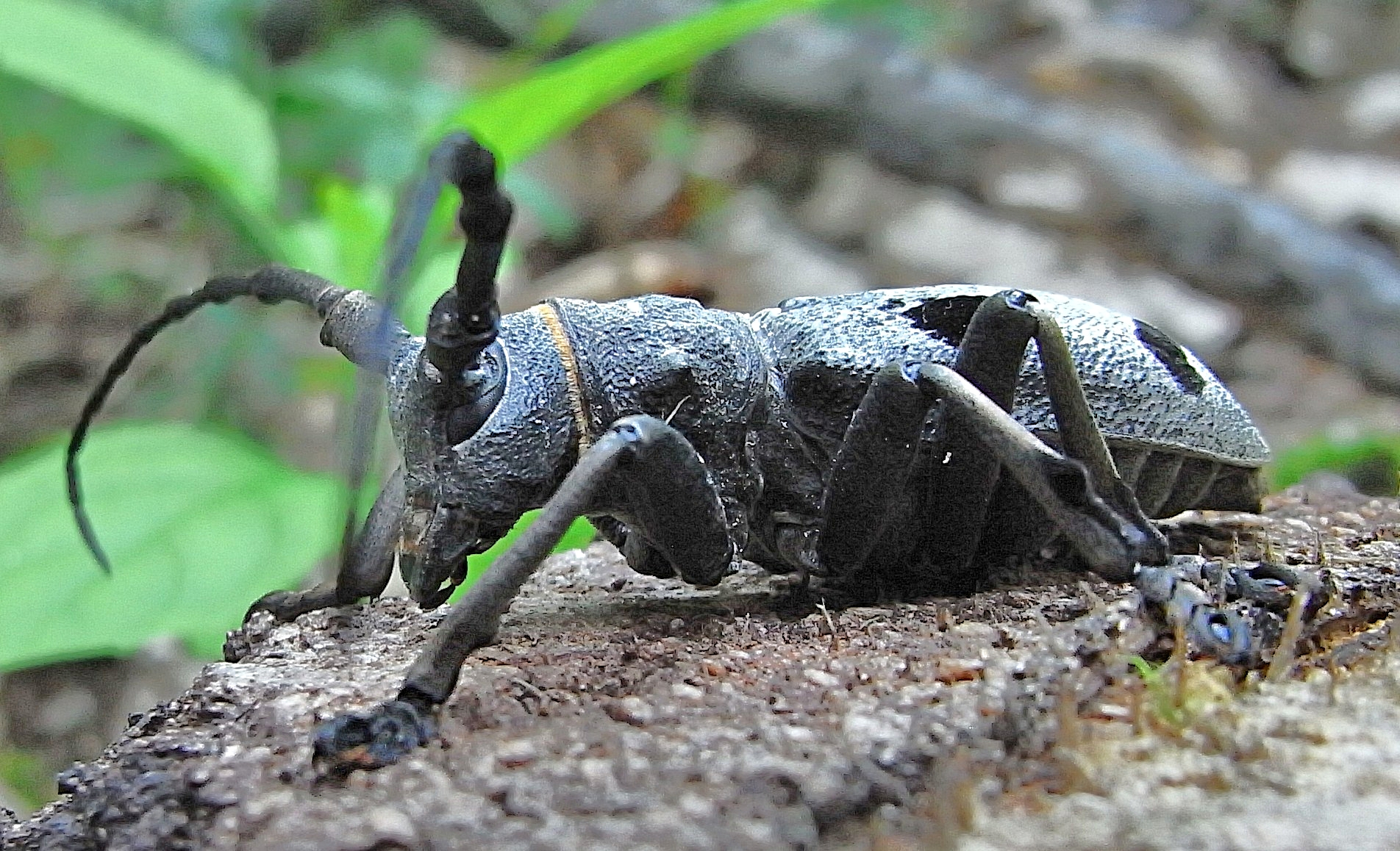
Croitorul cenușiu al stejarului (Morimus funereus)

În arealul ariei protejate alături de stejar brumăriu (Quercus pedunculiflora) și gorun (Quercus petraea) vegetează mai multe specii de arbori și arbusti cu exemplare de: fag (Fagus sylvatica), carpen (Carpinus betulus), tei pucios (Tilia cordata), ulm-de-câmp (Ulmus minor), jugastru (Acer campestre), cireș-păsăresc (Prunus avium), păr-pădureț (Pyrus pyraster), lemn câinesc (Ligustrum vulgare), alun (Corylus avellana), sânger (Cornus sanguinea), păducel (Crataegus monogyna), salbă moale (Euonymus europaeus), lemn râios (Euonymus verrucosa), dârmoz (Viburnum lantana), soc negru (Sambucus nigra) sau măceș (Rosa canina).
În sit este semnalată prezența a două specii de coleoptere protejate prin lege și aflate pe Lista roșie a IUCN: croitorul mare al stejarului (Cerambyx cerdo) și croitorul cenușiu al stejarului (Morimus funereus).

## Căi de acces
- Drumul național DN1 pe ruta: Brașov - Codlea - Perșani - Șercaia - Făgăraș.

## Atracții turistice
În vecinătatea sitului se află mai multe obiective de interes turistic (lăcașuri de cult, clădiri declarate monumente istorice, zone naturale); astfel:

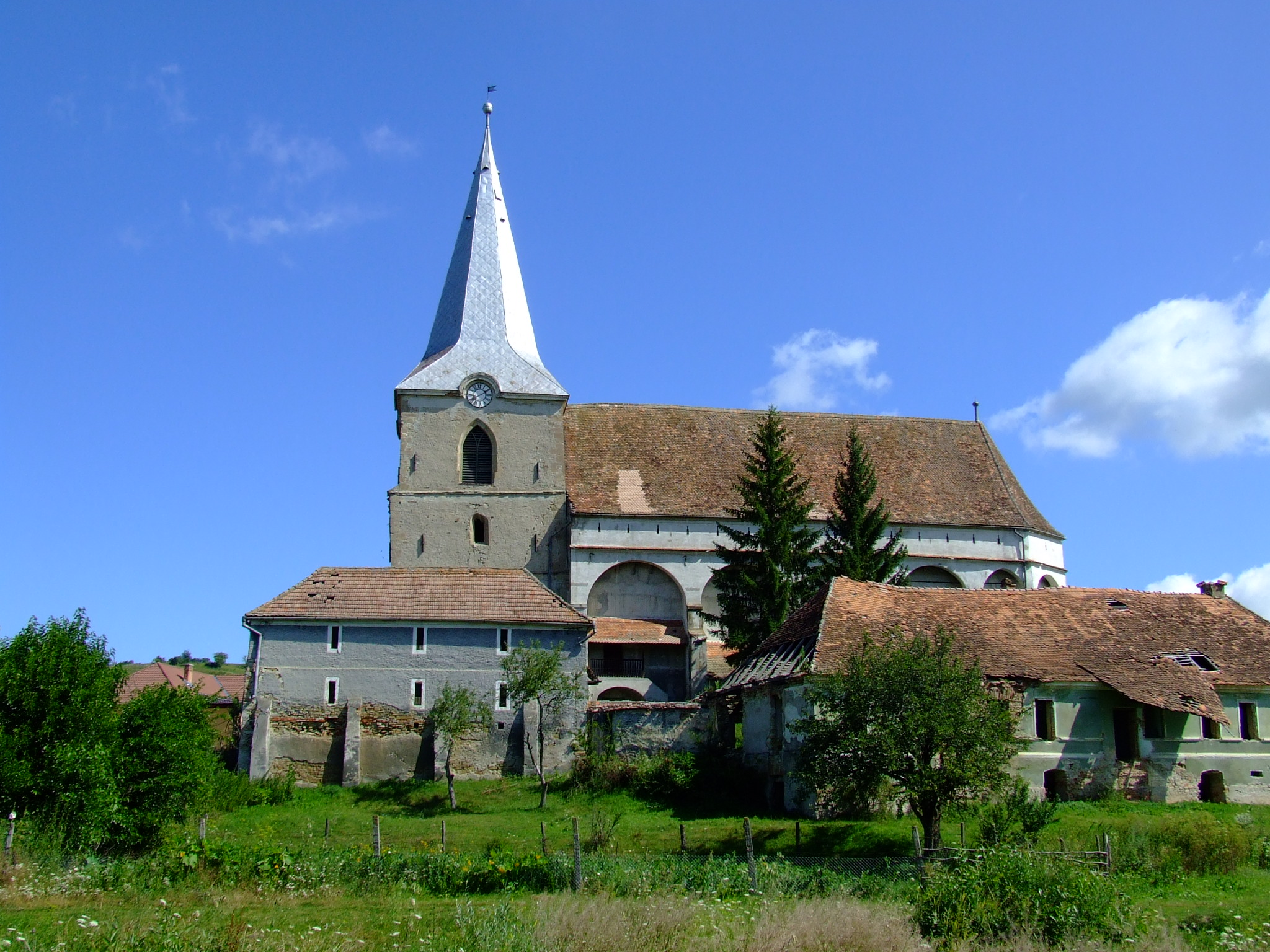
Ansamblul bisericii evanghelice fortificate din Şoarş

- Ansamblul bisericii evanghelice fortificate din satul Șoarș, construcție secolul al XIII-lea, monument istoric. Ansamblul are în componență biserica fortificată, încăperea pentru provizii și casa parohială evanghelică.
- Biserica fortificată din Felmer, Brașov, construcție secolul al XIII-lea, monument istoric
- Biserica evanghelică fortificată din Bărcuț, construcție secolul al XV-lea, monument istoric
- Biserica evanghelică din satul Rodbav, construcție secolul al XIII-lea, monument istoric
- Biserica evanghelică fortificată din Seliștat, construcție secolul al XIV-lea, monument istoric
- Podișul Hârtibaciului